# Cobark River
Cobark River är ett vattendrag i Australien. Det ligger i regionen Gloucester Shire och delstaten New South Wales, i den sydöstra delen av landet, omkring 220 kilometer norr om delstatshuvudstaden Sydney.
I omgivningarna runt Cobark River växer i huvudsak städsegrön lövskog. Trakten runt Cobark River är nära nog obefolkad, med mindre än två invånare per kvadratkilometer. Genomsnittlig årsnederbörd är 1 497 millimeter. Den regnigaste månaden är februari, med i genomsnitt 277 mm nederbörd, och den torraste är oktober, med 32 mm nederbörd.